# Saint-Oradoux-près-Crocq
 Saint-Oradoux-près-Crocq  là một xã thuộc tỉnh Creuse trong vùng Nouvelle-Aquitaine miền trung nước Pháp. Xã này nằm ở khu vực có độ cao trung bình 700 mét trên mực nước biển.
Sông Tardes tạo thành phần lớn ranh giới tây nam thị trấn.

## Dân số
Năm 2020, dân số tại đây là 107 người.